# Giora Feidman
Giora Feidman (* 26. března 1936) je izraelský klarinetista. Narodil se v Buenos Aires, kam jeho besarábští rodiče uprchli před pronásledováním. Jeho rodina se hudbě věnovala po několik generací. Svou kariéru zahájil v Buenos Aires jako člen symfonického orchestru Teatro Colón. Brzy však odešel do Izraele, kde se stal do té doby nejmladším klarinetistou Izraelské filharmonie. Později vystupoval například se soubory Berliner Symphoniker a Kronos Quartet. Vydal řadu nahrávek a podílel se také na hudbě k filmu Schindlerův seznam (nahrál pro něj klarinetová sóla).